# 브라이스가우 S반
브라이스가우 S반({독일어: Breisgau-S-Bahn)은 독일 프라이부르크임브라이스가우 광역권에서 운행하는 광역철도 시스템이다. 2020년에 S반으로서의 첫 운행을 시작했다.

## 역사

### 배경
브라이스가우 S반 2005(Breisgau-S-Bahn 2005) 계획에서 브라이스아흐선, 엘츠탈선, 동부 카이저슈툴선의 새로운 노선 계획안이 제안되었다. 선로 확장, 철도역 현대화, 운행 증가 등이 포함되어 있었고, 주간 배차 간격은 30분 간격이었다. 브라이스아흐선에서는 1997년에 도이체 반에서 브라이스가우 S반 GmbH으로 운영권이 이전되었고 슈타들러 레기오셔틀 RS 1이 운행을 시작했다. 2000년 5월부터 동부 카이저슈툴선의 고텐하임-발링겐 구간에 SWEG 열차가 30분 간격으로 운행했고, 추가 정차역 2곳이 건설되었다. 엘츠탈선은 2002년 12월부터 브라이스가우 S반 GmbH의 열차가 운행했다. 2004년 9월부터 역 현대화 공사가 시작되었다. 2008년 11월 기준으로 10년간 승객 수가 300% 증가했다.

## 참고 문헌
- Stefal Göbel (2020년 5월). 《Breisgau-S-Bahn 2020 in Betrieb》. Stadtverkehr 65. 4–17쪽. ISSN 0038-9013.